# Фрунзэверде, Сорин
Сорин Фрунзэверде (рум. Sorin Frunzăverde; 26 апреля 1960, Бокша, Караш-Северин, Румыния — 3 ноября 2019 года, Решица, Караш-Северин, Румыния) — румынский государственный деятель, министр водных ресурсов, лесного хозяйства и охраны окружающей среды (1997—1998), министр туризма (1998), министр национальной обороны Румынии (2000, 2006—2007), депутат Европейского парламента (2007—2009).

## Биография
Сорин Фрунзэверде родился 26 апреля 1960 года в городе Бокша, жудец Караш-Северин, Окончил физико-математическую школу в городе Решица. В 1985 году окончил Политехнический университет Бухареста, получив специальность инженер-металлург. Он начал работать инженером в компании Reșița Ironworks. В 1991—1996 годах был президентом торгово-промышленной палаты жудец Караш-Северин.
В 1992 году он был избран в совет жудец Караш-Северин, а в 1996 году стал его председателем. В декабре 1997 года премьер-министр Румынии Виктор Чорбя назначил его министром водных ресурсов, лесного хозяйства и охраны окружающей среды. В 1998 году премьер-министр Раду Василе назначил Сорина министром туризма. Он дважды был министром национальной обороны Румынии. 13 марта 2000 года президент Румынии Эмиль Константинеску назначил Фрунзэверде вместо Виктора Бабюк и занимал он этот пост до 28 декабря 2000 года. 25 октября 2006 года он снова был назначен министром национальной обороны и занимал пост до 5 апреля 2007 года.
В 1993 году Сорин вступил в Демократическую либеральную партию. В 2007 году он был избран в Европейский парламент, но ушел в отставку после того как был избран председателем совета жудец Караш-Северин. В 2011 году был избран первым вице-президентом Демократической либеральной партии. В марте 2012 году перешёл в Национальная либеральная партия и там также был избран вице-президентом. В 2012 году он переизбран председателем совета жудец Караш-Северин.
В 2015 году был обвинён в коррупции. В 2016 году осуждён на два года условно.
3 ноября 2019 года Сорин Фрунзэверде умер в больнице города Решица от продолжительной болезни почек.

## Примечание
1. ↑  Doliu în politică. A murit Sorin Frunzăverde. Fostul lider PDL avea 59 de ani. m.adevarul.ro. Дата обращения: 11 февраля 2020. Архивировано 5 ноября 2019 года.
2. ↑  BBC News | EUROPE | Romanian President intervenes in coalition row. news.bbc.co.uk. Дата обращения: 11 февраля 2020. Архивировано 5 марта 2016 года.
3. ↑  Romanian defence minister quits. 25 октября 2006. Архивировано 4 ноября 2019. Дата обращения: 11 февраля 2020.
4. ↑  6th parliamentary term | Sorin FRUNZĂVERDE | MEPs | European Parliament (англ.). www.europarl.europa.eu. Дата обращения: 11 февраля 2020. Архивировано 30 декабря 2019 года.
5. 1 2  A murit Sorin Frunzăverde, fost deputat și ministru din partea PD, la vârsta de 59 de ani (рум.). www.digi24.ro. Дата обращения: 11 февраля 2020. Архивировано 5 ноября 2019 года.